# 통일지방선거
통일지방선거(統一地方選擧)는 일본의 지방 선거 제도로, 일정한 시기에 임기가 만료된 지방자치단체장과 지방의회 의원을 같은 시기에 선거하는 제도이다. 1947년부터 4년마다 실시하고 있으며, 2000년부터는 국회의원의 보궐 선거도 같은 날에 실시하고 있다. 일본의 지방 선거는 대한민국의 지방 선거와 달리 전국의 지방자치단체장이나 의원의 임기가 동시에 만료되는 제도가 아니므로 모든 지역에서 시행되는 것은 아니다.

## 개요
일본에서 4년마다 해당 년의 4월에 실시하고 있다. 4월 7일부터 13일 사이의 일요일에는 광역자치단체인 도도부현의 지사와 의회 의원 및 도도부현에 준하는 기초자치단체인 정령지정도시의 시장과 의회 의원을 선출하며, 2주 뒤인 4월 21일부터 27일 사이의 일요일에는 정령지정도시 이외의 기초자치단체인 시정촌(도쿄도 내 23개 특별구를 포함)의 수장(각각 시장·정장·촌장, 도쿄도 특별구의 경우 구장)과 의회 의원을 선출한다. 일반적으로 도도부현 지사·의원, 정령지정도시 시장·의원을 선출하는 전자의 선거를 "전반전"이라 부르고, 정령지정도시 이외의 시정촌 및 도쿄도 특별구의 수장·의원을 선출하는 후자의 선거를 "후반전"이라 부른다.
1947년 4월, 같은 해 5월로 예정된 일본국 헌법의 시행을 앞두고 전국의 지방자치단체장, 지방의회 의원의 선거를 같은 날에 동시에 실시한 것이 "통일지방선거"의 시작이다. 이들의 임기는 모두 4년이라 4년마다 전국의 많은 지방자치단체에서 선거가 치러져야 하기 때문에 일본 정부는 지방 선거에 대한 국민적 관심을 높이고 선거 관리의 효율성을 높이기 위해 "지방자치단체의 의회 의원 및 수장의 선거 기일 등의 임시 특례에 관한 법률"을 제정해 전국의 지방 선거 일정을 통일적으로 조정하고 있다. 또한 2000년부터는 공직선거법의 개정으로, 상술한 "후반전"의 선거일에 국회의원(중의원 의원 및 참의원 의원) 보궐 선거도 함께 실시하고 있다.
또한 현재의 선거 형식이 정착한 것은 1975년의 제8회 통일지방선거부터이며, 그 이전의 통일지방선거의 경우 일요일이 아닌 날에 선거가 치러지거나 도쿄도 내 23개 특별구 의회 의원 선거가 도도부현 지사 선거 등이 열리는 "전반전"에 포함되는 등 현재와는 다른 점이 있었다. 또 1975년부터는 도쿄도 내 23개 특별구의 수장인 구장(區長)에 대한 직선제가 도입되었다.
일본에서 통일지방선거의 결과는 지방 뿐만 아니라 중앙 정치에도 큰 영향을 미치며 특히 도도부현 지사 선거의 전국적 판세는 그 승패에 따라 여야 각 정당 지도부의 거취 문제로 이어지기도 한다.

### 선거 기일 등에 관한 임시 특례
대한민국과 달리 일본에서는 전국의 모든 지방자치단체장과 지방의회 의원의 임기가 동시에 만료되지 않는다. 그 이유는 지방자치단체장의 경우 현직 단체장의 사임·사망 등의 이유로 공석이 발생했을 때 보궐 선거를 치러 후임자가 남은 임기를 채우는 것이 아닌 새로운 임기(4년)가 시작되며, 지방의회의 경우도 일본에는 해산 제도가 있기 때문에(의원들의 투표로 자진 해산을 결의하거나, 일정한 수 이상의 지역 주민의 동의를 얻어 해산 청구가 이뤄지는 등 경우는 다양함) 일부 의회는 선거 주기가 맞지 않기 때문이다.
이 때문에 일본 정부는 전국의 모든 지방 선거의 일정을 통일하는 것은 불가능하지만, 통일지방선거가 치러지는 시기와 인접한 시기에 임기가 만료되는 지방자치단체장과 의회 의원들의 선거 일정을 조정하기 위해 "지방자치단체의 의회 의원 및 수장의 선거 기일 등의 임시 특례에 관한 법률"을 제정하여 이 특례법의 규정에 따라 선거 일정을 통일하고 있다. 특례법에서는 통일지방선거가 치러지는 해의 3월 1일부터 5월 31일 사이에 임기가 만료되는 지방자치단체장과 의회 의원의 선거를 통일지방선거의 일정에 따라 실시하도록 규정하고 있다. 단 3월 1일부터 통일지방선거일 사이에 임기가 만료되는 경우 선거를 통해 후임자가 정해질 때까지 해당 직책이 공석이 되기 때문에, 해당 지방자치단체 선거관리위원회의 판단에 따라 해당 연도의 2월 28일 이전에 선거를 실시할 수 있도록 하였다. 또 통일지방선거가 치러지는 해의 6월 1일부터 6월 10일 사이에 임기가 만료되는 경우에도 통일지방선거의 일정에 따라 선거를 실시할 수 있도록 하였다.
이 밖에도 지방자치단체장의 경우 통일지방선거가 치러지는 해의 2월 10일부터 통일지방선거 고시 5일 전까지 임기 만료 이외에 선거를 실시해야 할 사유(사임·사망 등)가 발생한 경우, 지방의회의 경우 해당 연도의 2월 20일부터 통일지방선거 고시 5일 전까지 임기 만료 이외에 선거를 실시해야 할 사유(의회 해산 등)가 발생한 경우에는 모두 통일지방선거의 일정에 따라 선거를 실시하도록 규정하고 있다.
이와 함께 상술한 "전반전"의 선거일에 실시되는 선거(도도부현·정령지정도시의 선거)에 입후보한 경우, "후반전"의 선거일에 실시되는 선거(정령지정도시 이외의 시정촌·도쿄도 특별구의 선거 및 국회의원 보궐 선거)에서는 "전반전"에서 자신이 입후보한 직책의 관할 지역과 일치하거나 그 지역 내에 포함된 관할 지역의 직책에 입후보할 수 없다. (예: "전반전"에 실시되는 A현 지사 선거에 입후보한 경우, 해당 선거의 당락 여부와 관계 없이 "후반전"에 실시되는 A현 내 B시의 시장이나 의회 의원 선거에는 입후보가 불가능)

## 최근의 상황
최근에는 지방자치단체장의 임기 도중 사임이나 사망, 지방의회의 해산, 인구 감소에 따른 시정촌의 합병 등으로 조금씩 임기의 차이가 발생하면서, 회를 거듭할수록 통일지방선거에서 실시되는 선거의 수가 감소하는 추세에 있다. 특히 처음 지방 선거가 실시된 1947년 이후 3차례에 걸쳐 진행된 시정촌의 대규모 합병은 통일지방선거의 대상 선거 수가 대폭 줄어드는 결과를 낳았다. 따라서 일본에서는 지방 선거의 통일률을 높이는 것이 과제로 지적되고 있다.
| 구분                                         | 도도부현 | 도도부현 | 정령지정도시 | 정령지정도시 | 정령지정도시 이외의 시 | 정령지정도시 이외의 시 | 도쿄도 특별구 | 도쿄도 특별구 | 정·촌   | 정·촌  |
| 구분                                         | 지사     | 의회     | 시장         | 의회         | 시장                   | 의회                   | 구장          | 의회          | 정·촌장 | 의회   |
| -------------------------------------------- | -------- | -------- | ------------ | ------------ | ---------------------- | ---------------------- | ------------- | ------------- | ------- | ------ |
| 전체 선거 수 (a)                             | 47       | 47       | 20           | 20           | 772                    | 772                    | 23            | 23            | 926     | 926    |
| 통일지방선거 실시 선거 수 (b)                | 10       | 41       | 5            | 17           | 89                     | 294                    | 11            | 20            | 120     | 373    |
| 통일률 (b/a × 100)                           | 21.28%   | 87.23%   | 25.00%       | 85.00%       | 10.62%                 | 38.08%                 | 47.83%        | 86.96%        | 12.96%  | 41.67% |
| 2019년 3월 10일 현재 출처 : 총무성 보도 자료 |          |          |              |              |                        |                        |               |               |         |        |

## 실시되는 주요 선거
- 도도부현 지사 선거, 도도부현 의회 의원 선거, 정령지정도시 시장 선거, 정령지정도시 의회 의원 선거 중, 통일지방선거 때에 실시되는 선거는 다음과 같다.
- 도도부현 지사 선거는 전체 47개 도도부현 중 11개 도도부현, 도도부현 의회 의원 선거는 전체 47개 도도부현 중 41개 도도부현, 정령지정도시 시장 선거는 전체 20개 시 중 6개 시, 정령지정도시 의회 의원 선거는 전체 20개 시 중 17개 시에서 실시된다.

| 지방자치단체명 | 지방자치단체명 | 단체장 | 의회 |
| -------------- | -------------- | ------ | ---- |
| 홋카이도       | 홋카이도       | ○      | ○    |
|                | 삿포로시       | ○      | ○    |
| 아오모리현     | 아오모리현     | -      | ○    |
| 이와테현       | 이와테현       | -      | -    |
| 미야기현       | 미야기현       | -      | -    |
|                | 센다이시       | -      | -    |
| 아키타현       | 아키타현       | -      | ○    |
| 야마가타현     | 야마가타현     | -      | ○    |
| 후쿠시마현     | 후쿠시마현     | -      | -    |
| 이바라키현     | 이바라키현     | -      | -    |
| 도치기현       | 도치기현       | -      | ○    |
| 군마현         | 군마현         | -      | ○    |
| 사이타마현     | 사이타마현     | -      | ○    |
|                | 사이타마시     | -      | ○    |
| 지바현         | 지바현         | -      | ○    |
|                | 지바시         | -      | ○    |
| 도쿄도         | 도쿄도         | -      | -    |
| 가나가와현     | 가나가와현     | ○      | ○    |
|                | 요코하마시     | -      | ○    |
|                | 가와사키시     | -      | ○    |
|                | 사가미하라시   | ○      | ○    |
| 니가타현       | 니가타현       | -      | ○    |
|                | 니가타시       | -      | ○    |
| 도야마현       | 도야마현       | -      | ○    |
| 이시카와현     | 이시카와현     | -      | ○    |
| 후쿠이현       | 후쿠이현       | ○      | ○    |
| 야마나시현     | 야마나시현     | -      | ○    |
| 나가노현       | 나가노현       | -      | ○    |
| 기후현         | 기후현         | -      | ○    |
| 시즈오카현     | 시즈오카현     | -      | ○    |
|                | 시즈오카시     | ○      | -    |
|                | 하마마쓰시     | ○      | ○    |
| 아이치현       | 아이치현       | -      | ○    |
|                | 나고야시       | -      | ○    |
| 미에현         | 미에현         | ○      | ○    |
| 시가현         | 시가현         | -      | ○    |
| 교토부         | 교토부         | -      | ○    |
|                | 교토시         | -      | ○    |
| 오사카부       | 오사카부       | ○      | ○    |
|                | 오사카시       | ○      | ○    |
|                | 사카이시       | -      | ○    |
| 효고현         | 효고현         | -      | ○    |
|                | 고베시         | -      | ○    |
| 나라현         | 나라현         | ○      | ○    |
| 와카야마현     | 와카야마현     | -      | ○    |
| 돗토리현       | 돗토리현       | ○      | ○    |
| 시마네현       | 시마네현       | ○      | ○    |
| 오카야마현     | 오카야마현     | -      | ○    |
|                | 오카야마시     | -      | ○    |
| 히로시마현     | 히로시마현     | -      | ○    |
|                | 히로시마시     | ○      | ○    |
| 야마구치현     | 야마구치현     | -      | ○    |
| 도쿠시마현     | 도쿠시마현     | ○      | ○    |
| 가가와현       | 가가와현       | -      | ○    |
| 에히메현       | 에히메현       | -      | ○    |
| 고치현         | 고치현         | -      | ○    |
| 후쿠오카현     | 후쿠오카현     | ○      | ○    |
|                | 기타큐슈시     | -      | -    |
|                | 후쿠오카시     | -      | ○    |
| 사가현         | 사가현         | -      | ○    |
| 나가사키현     | 나가사키현     | -      | ○    |
| 구마모토현     | 구마모토현     | -      | ○    |
|                | 구마모토시     | -      | ○    |
| 오이타현       | 오이타현       | ○      | ○    |
| 미야자키현     | 미야자키현     | -      | ○    |
| 가고시마현     | 가고시마현     | -      | ○    |
| 오키나와현     | 오키나와현     | -      | -    |

## 제도 개선 논의
전국의 지방 선거 중 통일지방선거에서 실시되는 선거의 비율, 즉 통일률이 하락하는 경향을 보임에 따라 일본 정계에서는 지방 선거 제도 개선 논의가 자주 제기되고 있다. 통일률을 높이기 위해서는 통일지방선거의 대상이 아닌 지방자치단체장이나 지방의회 의원의 임기를 연장하거나 단축하는 방법으로 선거 주기를 맞출 수밖에 없지만, 이에 대한 이견이 많아 쉽게 결론에 이르지 못하고 있다. 또 국회 심의 과정에서는 2회로 나누어 치르고 있는 현재의 통일지방선거를 1회로 통합해야 한다는 의견이 나오기도 했다.

## 같이 보기
- 일본 중의원 의원 총선거
- 일본 참의원 의원 통상선거
- 일본 지방자치법
- 대한민국의 지방 선거